# Campo di Marte (Parigi)
Il Campo di Marte (in francese Champ-de-Mars) è un giardino pubblico di Parigi che si trova sulla rive gauche. È delimitato a nord-ovest dalla Torre Eiffel e a sud-est dall'École militaire.

## Storia
Il suo nome deriva dal Campo Marzio romano (e dunque dal dio romano Marte, divinità della guerra) che indicava un'area destinata all'addestramento militare. Il giardino fu realizzato per volontà di Luigi XV, che decise che qui dovesse sorgere una scuola militare per l'istruzione di allievi ufficiali provenienti da famiglie poco abbienti ed un campo per le manovre militari. Presso la Ecole militaire nel 1784 studiò anche il giovane Napoleone Bonaparte. Fra il 1908 e il 1920 l'area antistante la scuola venne progressivamente trasformata in un giardino.

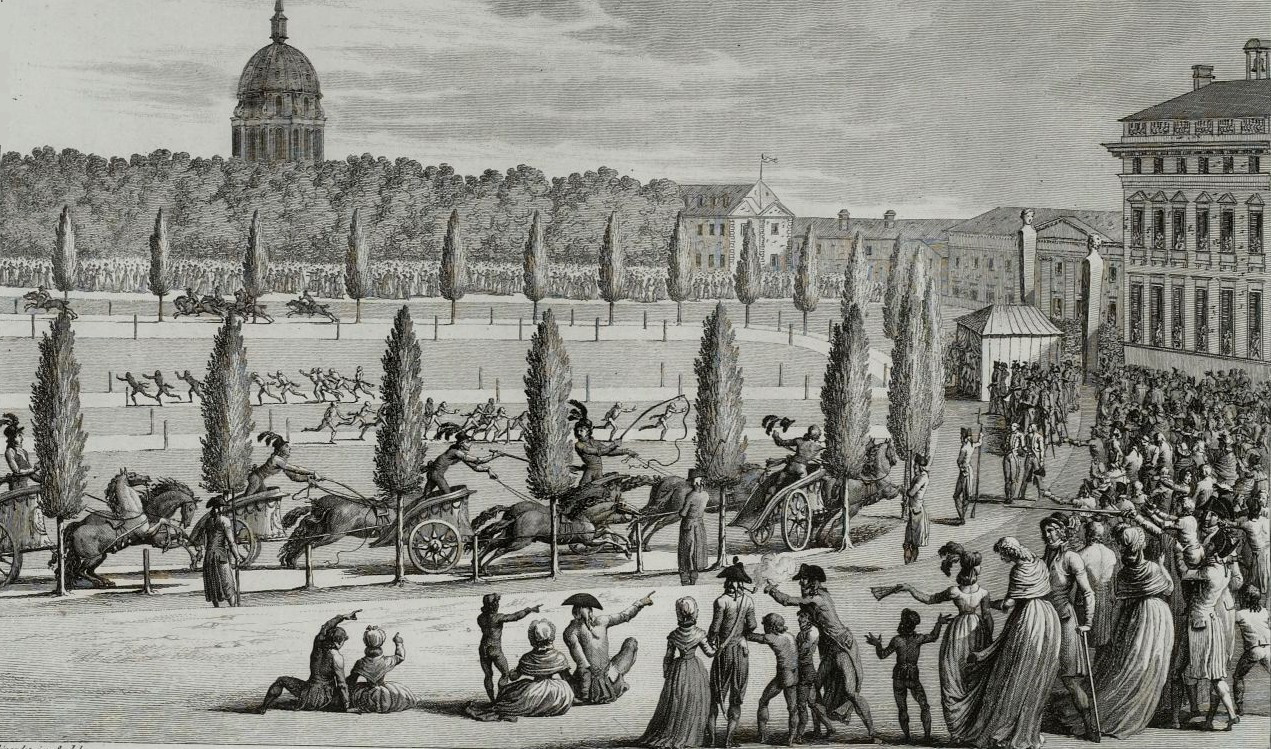
Olimpiadi della Repubblica (1796), (Museo della Rivoluzione francese).

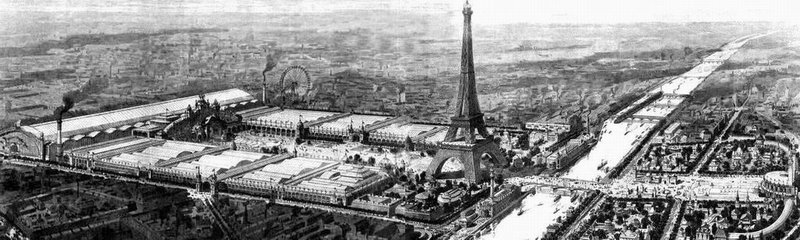
L'esposizione universale del 1900 nel Campo di Marte

Durante la Rivoluzione francese fu teatro di importanti avvenimenti:
- il 14 luglio 1790, primo anniversario della presa della Bastiglia, vi fu celebrata la Festa della Federazione;
- il 17 luglio 1791 vi venne depositata una petizione delle società popolari, avanzata dal Club dei Cordiglieri, che esigeva la decadenza del re Luigi XVI. In quell'occasione un incidente innescò una sparatoria che causò più di cento morti;
- il 12 novembre 1793 vi fu ghigliottinato Jean Sylvain Bailly;
- nel 1794 Robespierre vi celebrò la Festa dell'Essere supremo.
- il 22 settembre 1796, prima Olimpiade della Repubblica.

Il giardino ha ospitato numerose esposizioni universali: quella del 1867, quella del 1878, quella del 1889 (in occasione della quale fu innalzata la Torre Eiffel), quella del 1900 e l'Exposition Internationale des Arts et Techniques dans la Vie Moderne del 1937.
Sotto la presidenza di François Mitterrand vi è stato edificato il Monumento dei diritti dell'uomo e del cittadino, in occasione del bicentenario dell'omonima dichiarazione.
Tra il 27 luglio e il 10 agosto 2024 il giardino ha ospitato le partite di beach volley dei Giochi della XXXIII Olimpiade, mentre tra il 1º e il 7 settembre è stato la sede delle gare di calcio a 5 per ciechi dei XVII Giochi paralimpici estivi. Per l'occasione è stato realizzato un impianto temporaneo nella piazza Jacques-Rueff in grado di ospitare 12 860 spettatori e denominato Stade Tour Eiffel.

## Descrizione

Il giardino occupa circa un chilometro in lunghezza e circa 220 metri in larghezza. È suddiviso in aiuole all'interno delle quali si trovano archi, cascate, un laghetto e grandi viali.